# 충화 학음정
충화 학음정은 충청남도 부여군 충화면에 있다. 2005년 7월 6일 부여군의 향토문화유산 제79호로 지정되었다.